# Bloody Vengeance
Bloody Vengeance é o primeiro álbum de estúdio da banda de heavy metal brasileira Vulcano. É considerado um importante clássico do metal extremo mundial.
Num período em que o metal era um estilo marginalizado no Brasil, um dos objetivos do álbum era causar impacto na sociedade, ofendendo os defensores da recém-terminada ditadura militar e o cristianismo. Essas ideias são evidenciadas pela ilustração da capa, que mostra uma igreja incendiada, e pela sonoridade brutal sem precedentes para a época.
Graças a Bloody Vengeance, a banda ganhou destaque considerável, junto a bandas como Sepultura e Sarcófago. O álbum tem estilo blackened thrash, no qual as letras têm temáticas chocantes e anti-religiosas inspiradas na visão de black metal do Venom, e a sonoridade é baseada no thrash metal de bandas como Metallica, Slayer e Kreator, porém, ainda mais frenética e underground. Posteriormente, Vulcano se tornou uma das inspirações para os jovens criadores da subcultura do black metal norueguês no início dos anos 1990.

## Lista de faixas
| Lado A |                      |         |  |
| N.º    | Título               | Duração |  |
| 1.     | "Dominions of Death" | 2:53    |  |
| 2.     | "Spirits of Evil"    | 3:38    |  |
| 3.     | "Ready to Explode"   | 1:38    |  |
| 4.     | "Holocaust"          | 3:46    |  |

| Lado B |                    |         |  |
| N.º    | Título             | Duração |  |
| 1.     | "Incubus"          | 2:11    |  |
| 2.     | "Death Metal"      | 3:49    |  |
| 3.     | "Voices from Hell" | 1:26    |  |
| 4.     | "Bloody Vengeance" | 4:02    |  |

## Créditos
| Vulcano - Zhema Rodero — baixo - Laudir — bateria - Zé Flavio — guitarra - Soto Jr. — guitarra líder - Angel — vocais | Produção - Rock Brigade Records — produção executiva - Zhema Rodero — produtor, engenheiro - Vulcano — mixagem |